# Addestramento mauriziano
L'addestramento mauriziano è un metodo di addestramento militare per la Fanteria perfezionato da Maurizio di Nassau fra fine XVI e inizio XVII sec.

## Il metodo
Uomo di cultura e studioso dei testi militari romani, Maurizio di Nassau sviluppò la sua opera innovativa in due direzioni, i “lavori sul campo di battaglia” e “l’addestramento sistematico” dei soldati.
Nella prima, impose ai militari sotto il suo comando di edificare Accampamenti trincerati con Bastioni di terra secondo l’uso romano. Queste protezioni, che rendevano in grado i contingenti di respingere Sortite o spedizioni di soccorso durante un Assedio, come anche di battere le mura avversarie al riparo dal fuoco di controbatteria, divennero, attraverso l’implementazione di camminamenti e trincee, un metodo per consentire l’avanzata al coperto della fanteria sino alla distanza ottimale di Assalto alle fortificazioni nemiche.
Nella seconda direzione, impose l’addestramento continuo dei militari nei movimenti necessari a caricare le Armi da fuoco e realizzare le formazioni. Questo tipo di addestramento, impartito solitamente alle Reclute solamente in fase di formazione iniziale, divenne nell’esercito olandese la norma per tutto il tempo non impiegato nello scavo o in combattimento

## Le conseguenze tattiche
Maurizio standardizzò i movimenti necessari a caricare l’Archibugio in 42 mosse a cui assegnò degli ordini. I soldati vennero addestrati a eseguire ogni movimento a comando, divenendo in grado di sparare al medesimo tempo, ottenendo la “Salva”, concentrazione di fuoco estremamente efficace.
Lo stesso principio consentì la regolarizzazione della Marcia. Il mantenimento del “passo” comune consentiva a un reparto militare di eseguire all’unisono spostamenti, cambiare direzione e formazione.
Inoltre, l’introduzione della “contromarcia”, consentì a una linea di fanteria, dopo aver scaricato la propria salva, di trafilare alle spalle dello schieramento liberando il campo di tiro alla linea successiva. Il meccanismo così elaborato permetteva il “fuoco di fila” delle unità di fanteria, aumentando il volume di fuoco e la quantità di piombo scaricata sullo schieramento avversario. I cambiamenti nell’addestramento risultarono potenziati dall’organizzazione di unità tattiche di organico minore dette Battaglioni, Compagnie e Plotoni. Oltre ad aumentare la capacità di Comando e Controllo degli Ufficiali questa suddivisione consentiva la realizzazione di “vincoli personali primari” in grado di aumentare la Coesione delle unità.

## Le conseguenze psicologiche
L’invenzione dell’istruzione formale, seppure nata da considerazioni di utilità Tattica, ebbe effetti eccezionali sullo stato psicologico dei soldati, aumentando disciplina e spirito di corpo. Il processo, che portò l’obbedienza agli ordini diventare un’abitudine, non solo per il castigo collegato a ogni minima infrazione, ma anche per autentica soddisfazione psicologica causata dalla ritualità della liturgia militare, creò una comunità artificiale dai forti vincoli primari obbediente alle direttive di ufficiali nominati da funzionari civili.
Uno strumento quindi, in grado di eseguire fatti d’arme al comando di autorità distanti. Un nuovo Levitano che dal 1609, anno di pubblicazione del manuale d’addestramento di Maurizio, si diffuse in tutta Europa con una velocita inaudita in virtù dell’efficacia in battaglia dimostrata dalle truppe addestrate con il metodo mauriziano